# Castelbuono
Castelbuono település Olaszországban, Szicília régióban, Palermo megyében. Lakosainak száma 8100 fő (2023. január 1.). Castelbuono Cefalù, Geraci Siculo, Isnello, Petralia Sottana, Pollina és San Mauro Castelverde községekkel határos.

## Fekvése
Az északi tengerparttól és Cefalutól délkeletre, a Madonie-hegy keleti lejtőjén fekvő település. 

## Története
A település robusztus, arab várának építését egy bizánci település romjain 1316-ban a Vertimiglia család kezdte meg, majd később a háromszintes vár második szintjét használta lakhelyként a család. 
1683-ban a Serpotta testvérek itt alakították ki a csupa márvány palotakápolnát.
A település fölött húzódó 2000 méter magas Madonie-hegy Nemzeti-Park is egyben, melynek erdeiben számos tanösvény vezet, amelyeken keresztül közelről tanulmányozható Szicília teljes flórája és faunája.

## Nevezetességek
- Arab vár
- Templom (Maria Santissima Assunta)
- Múzeum
- Madona-hegyi Nemzeti Park

## Galéria

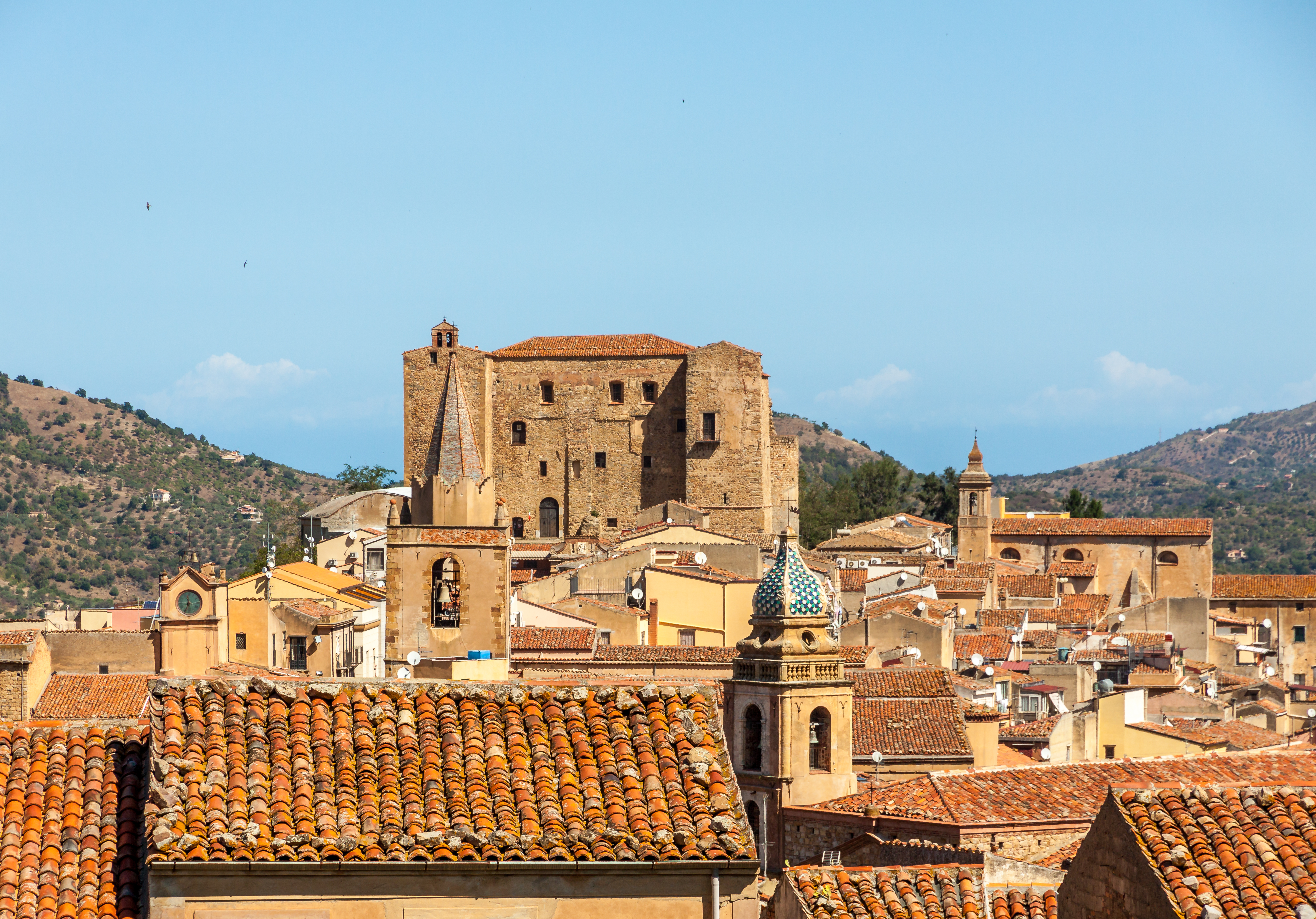
Panoráma
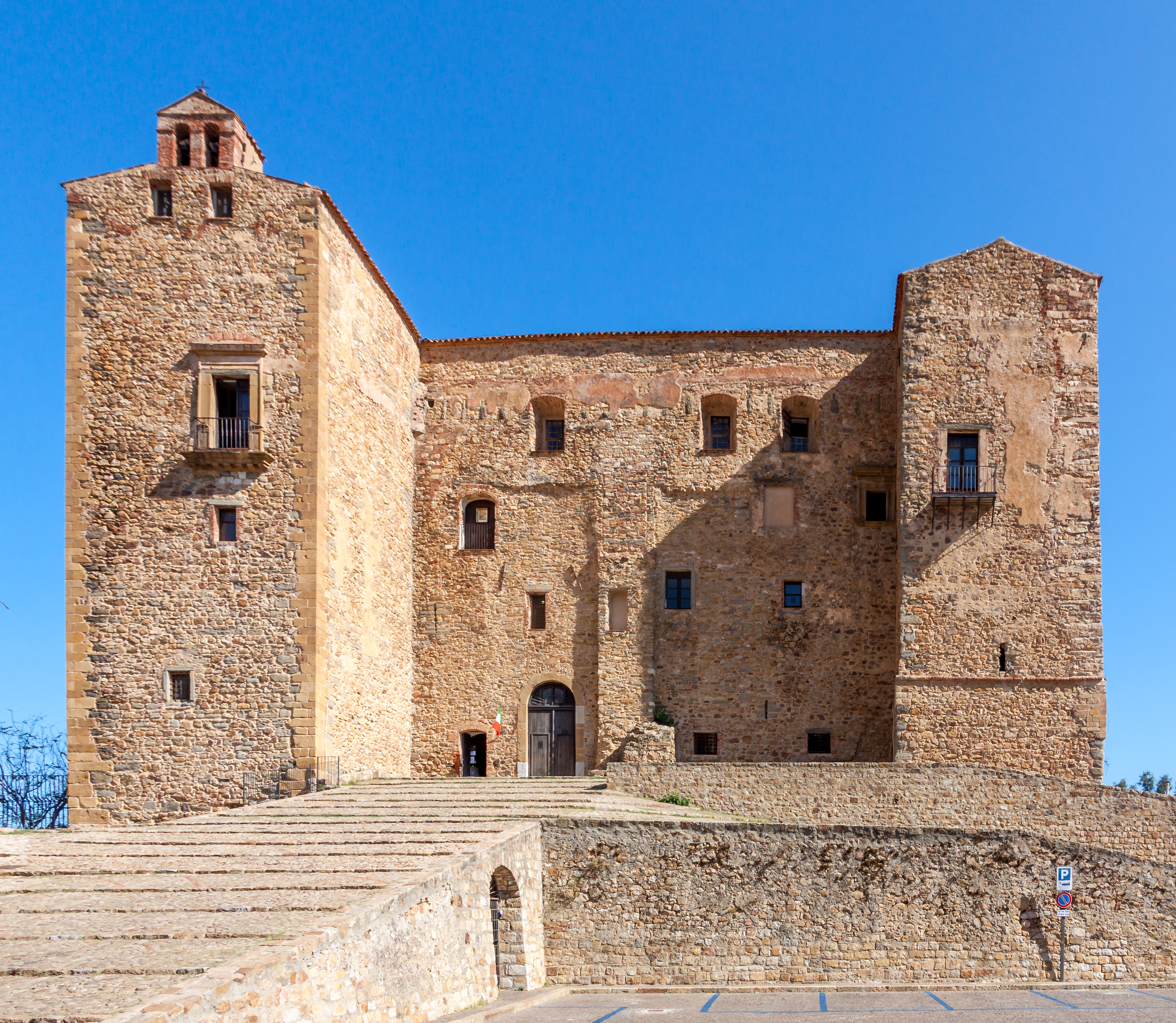
Arab vár
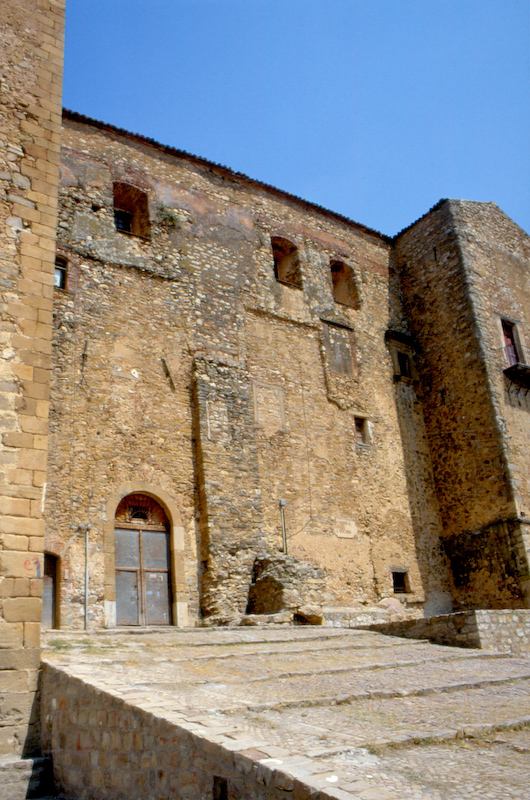
Várrészlet
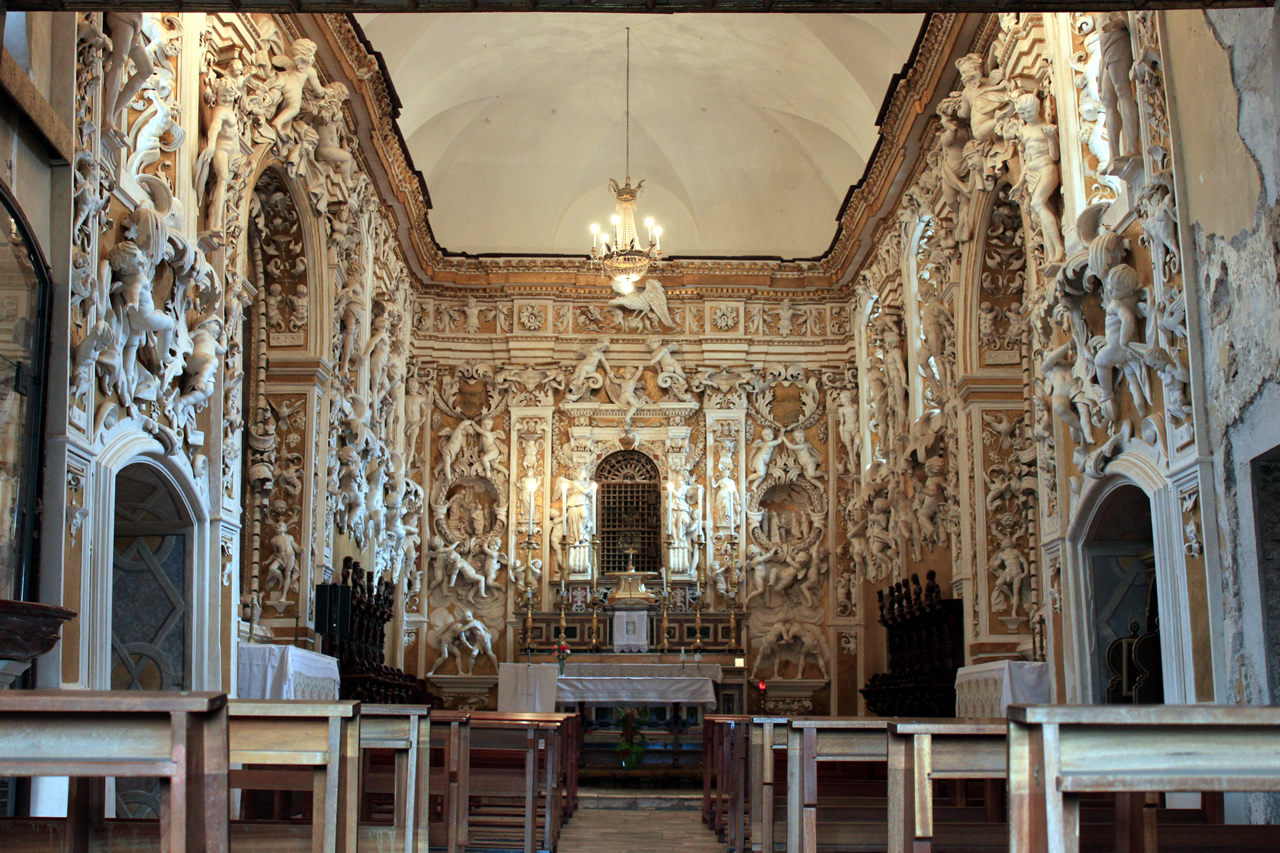
Palatina kápolna a várban
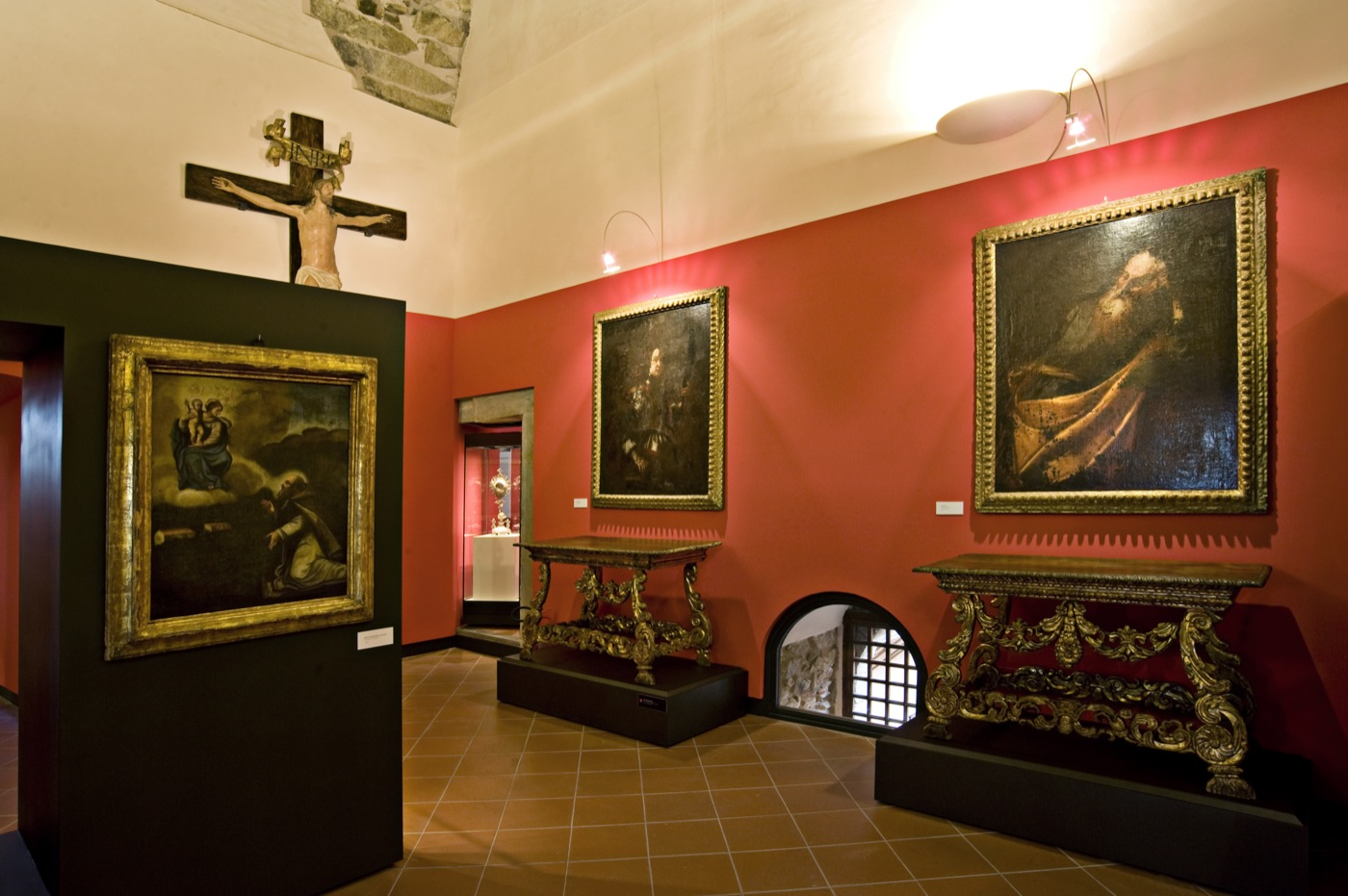
A múzeum egy részlete
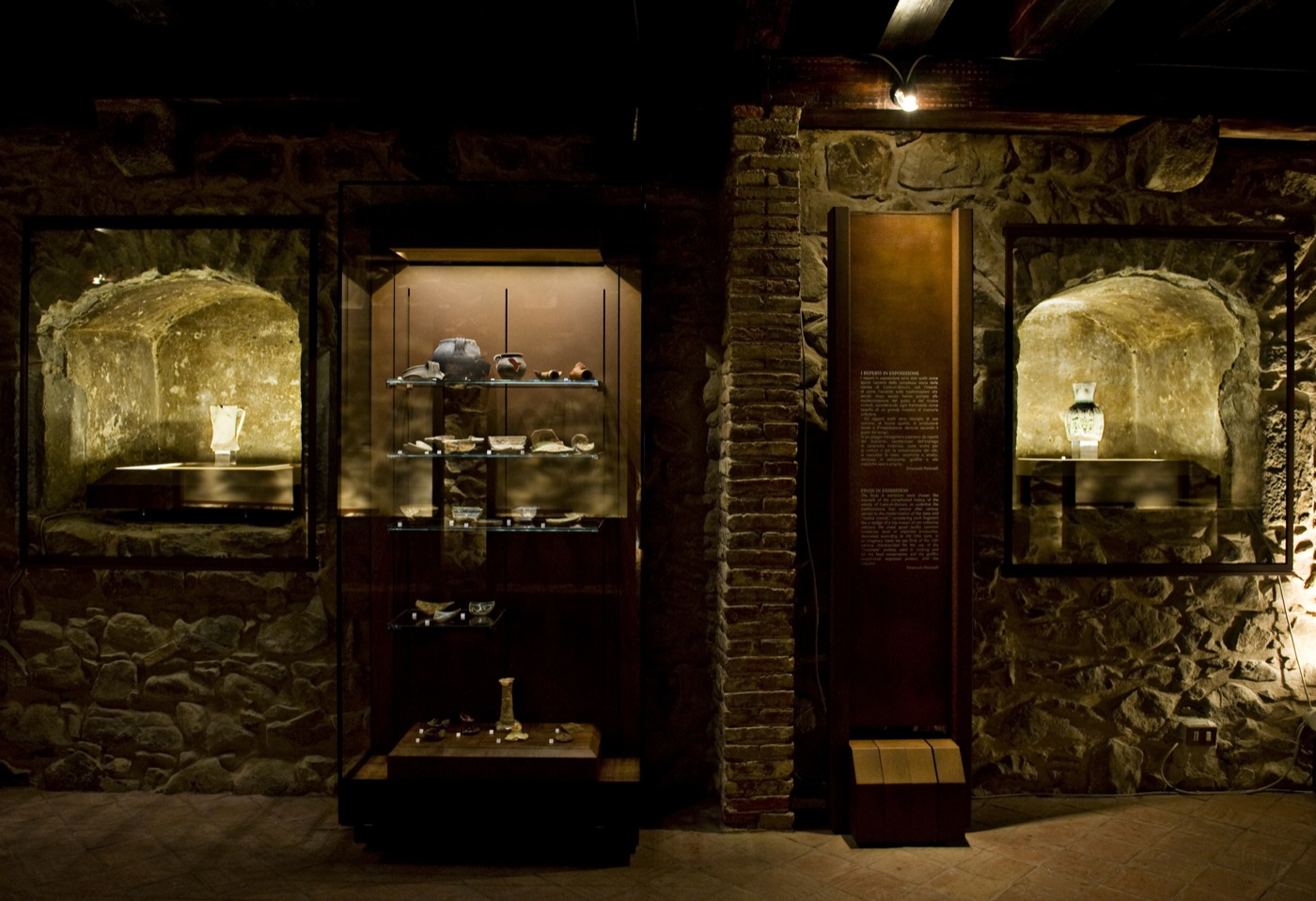
Múzeum
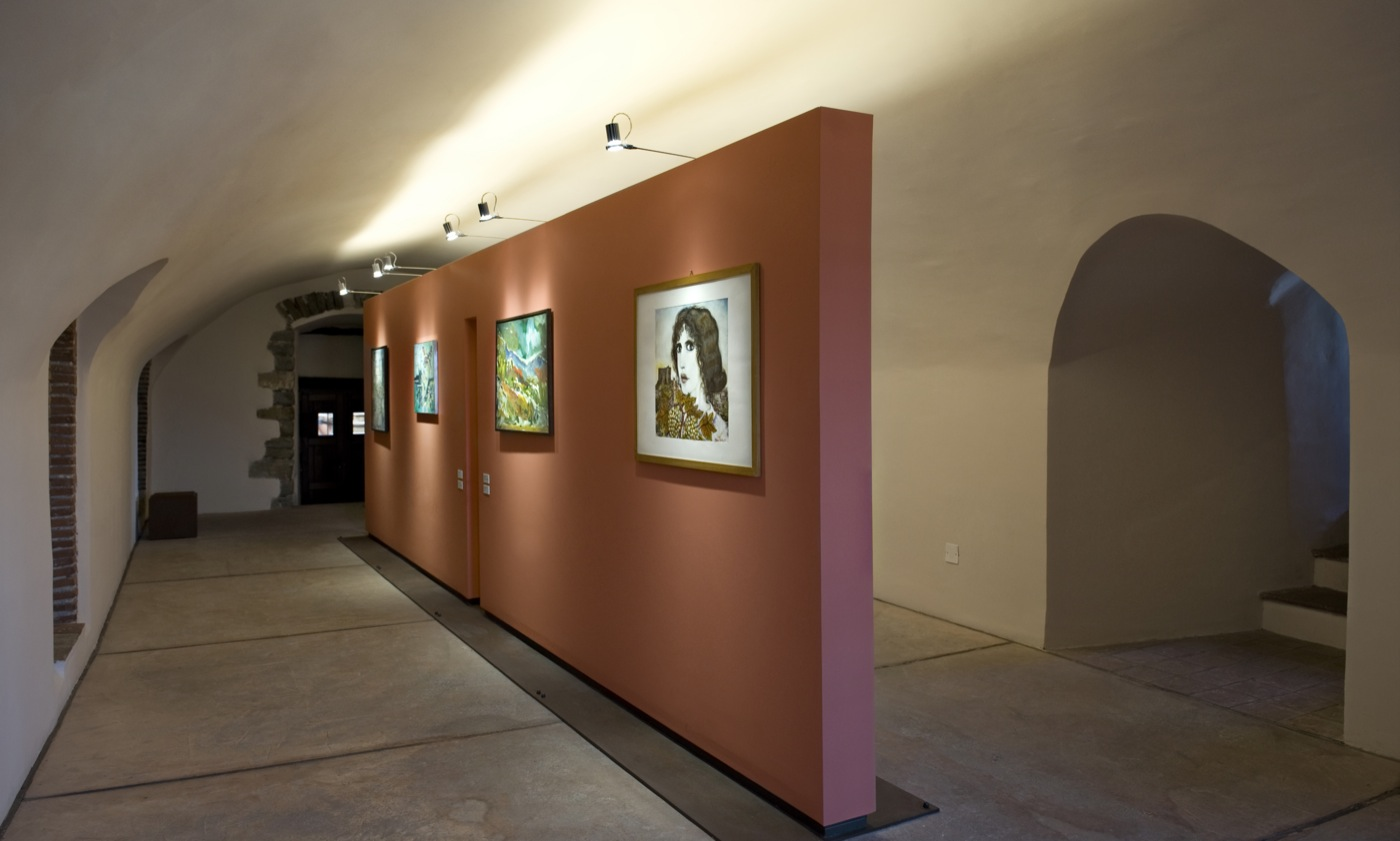
Kiállítás a múzeumból
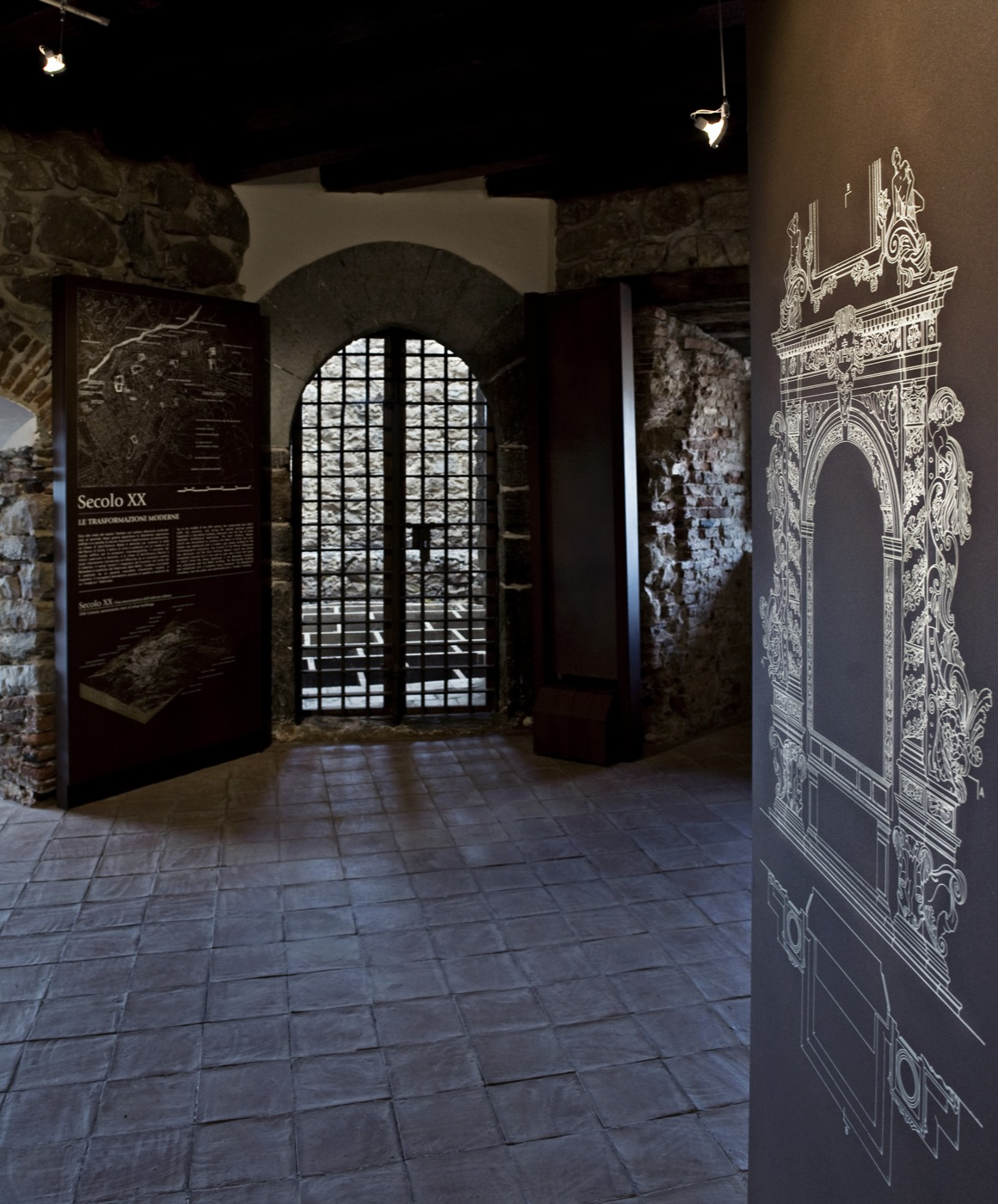
Múzeumrészlet
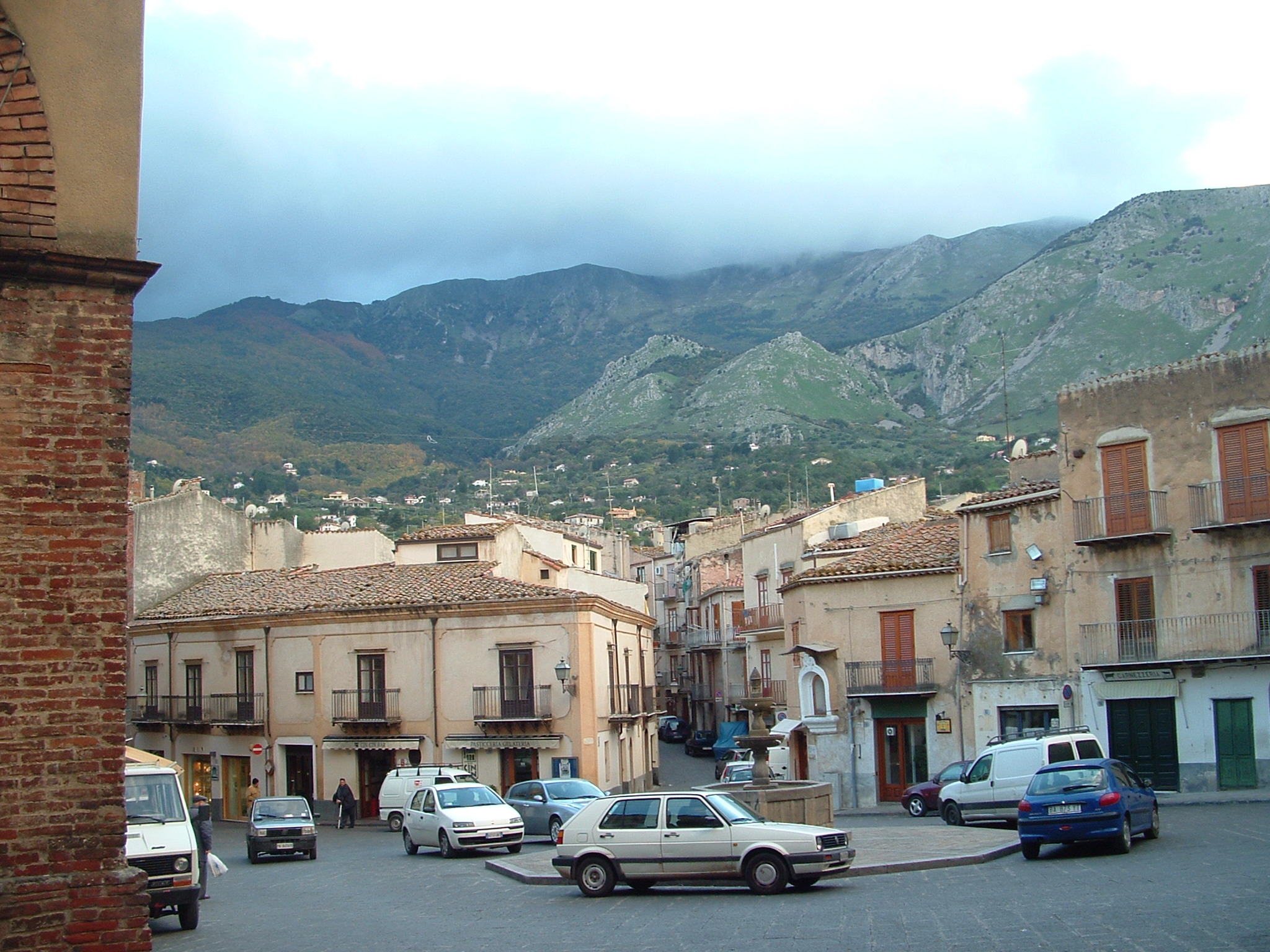
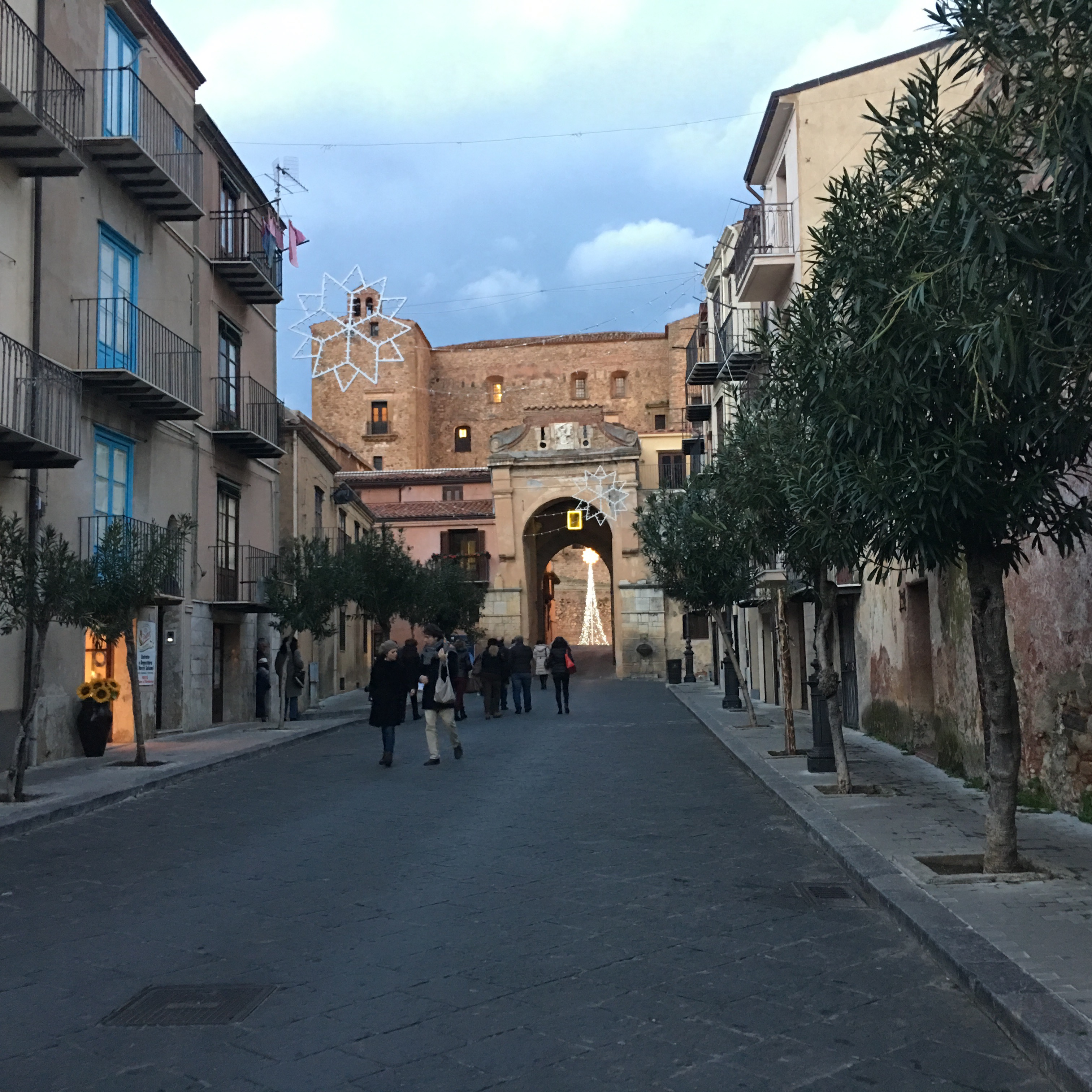
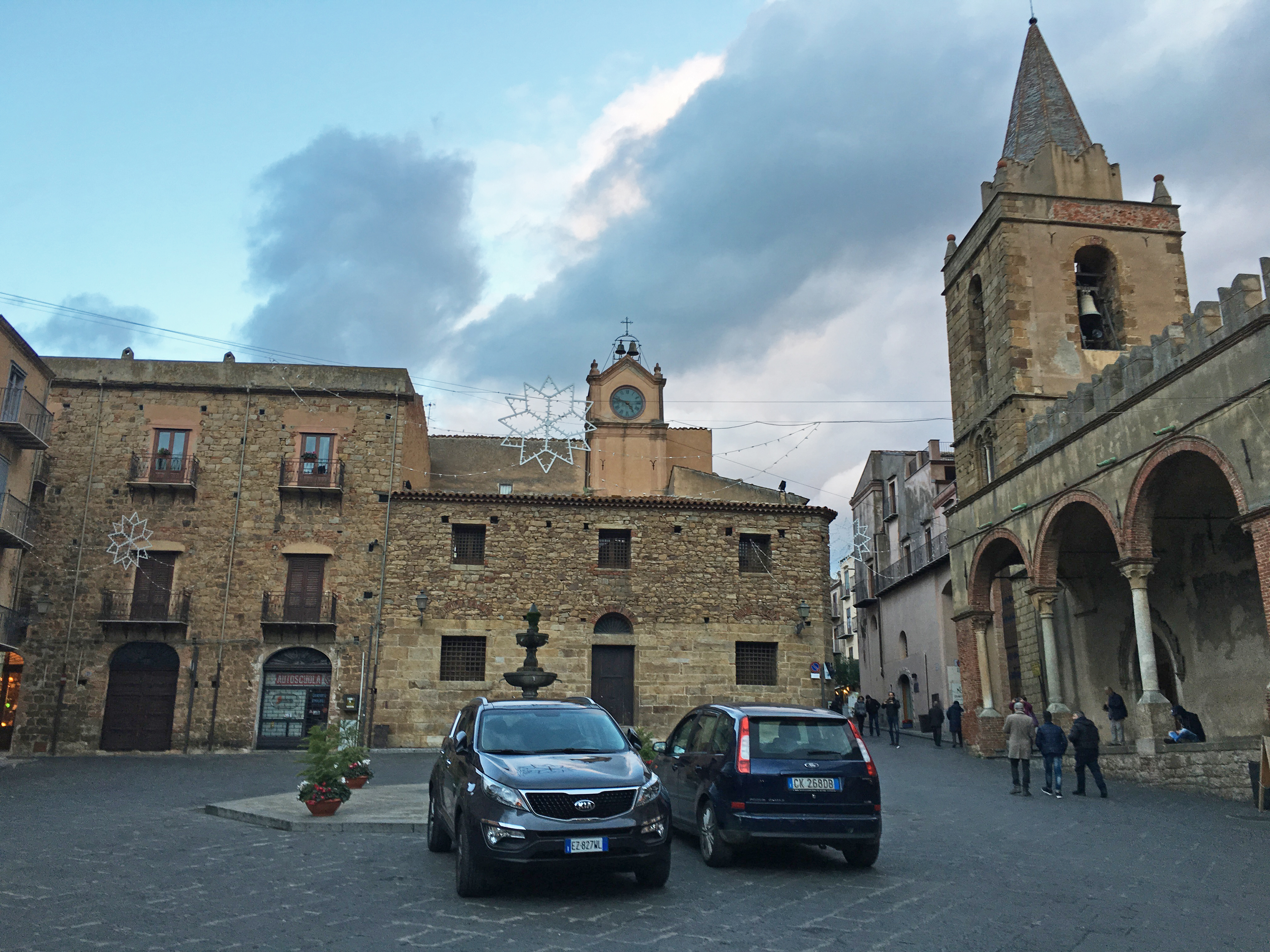
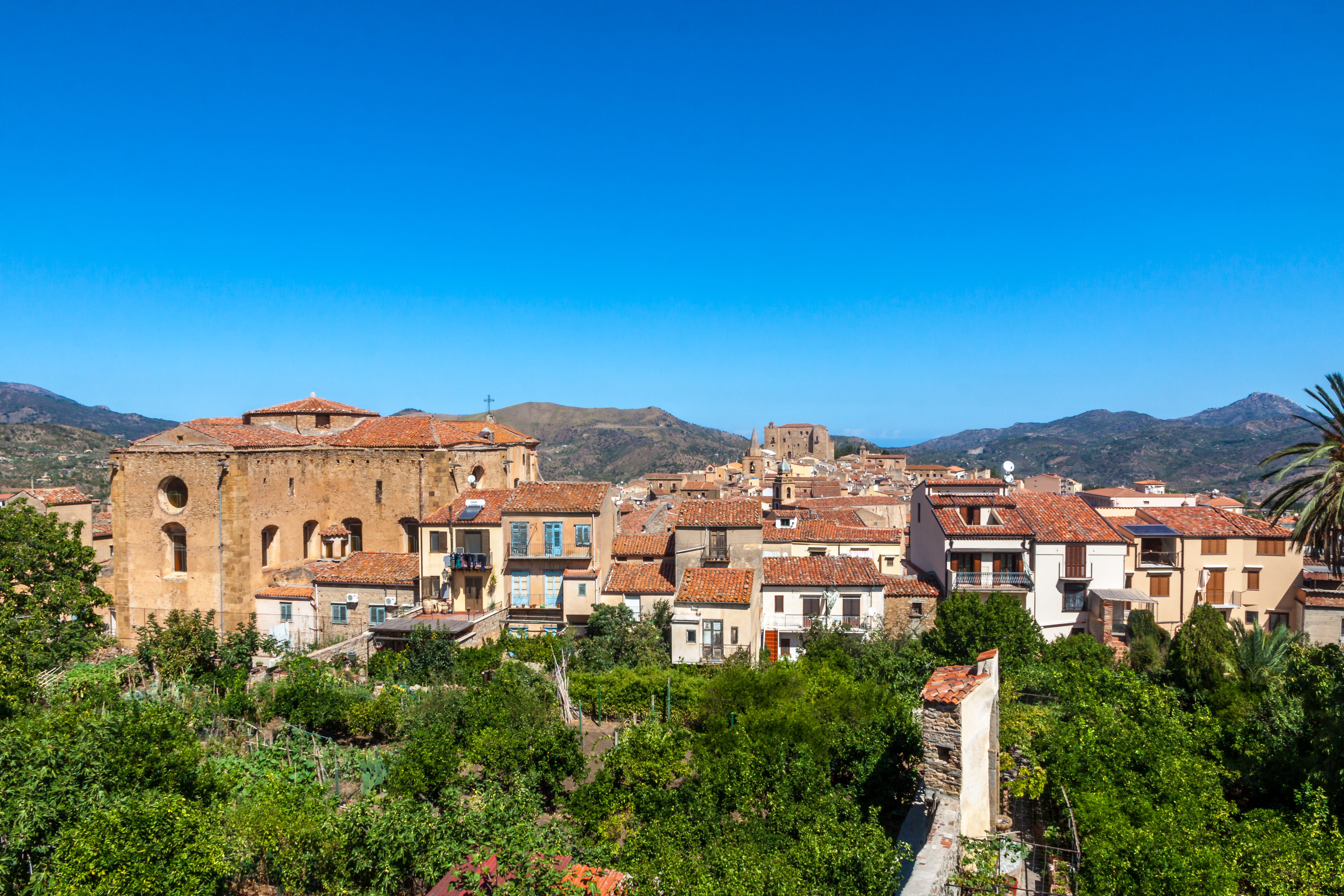
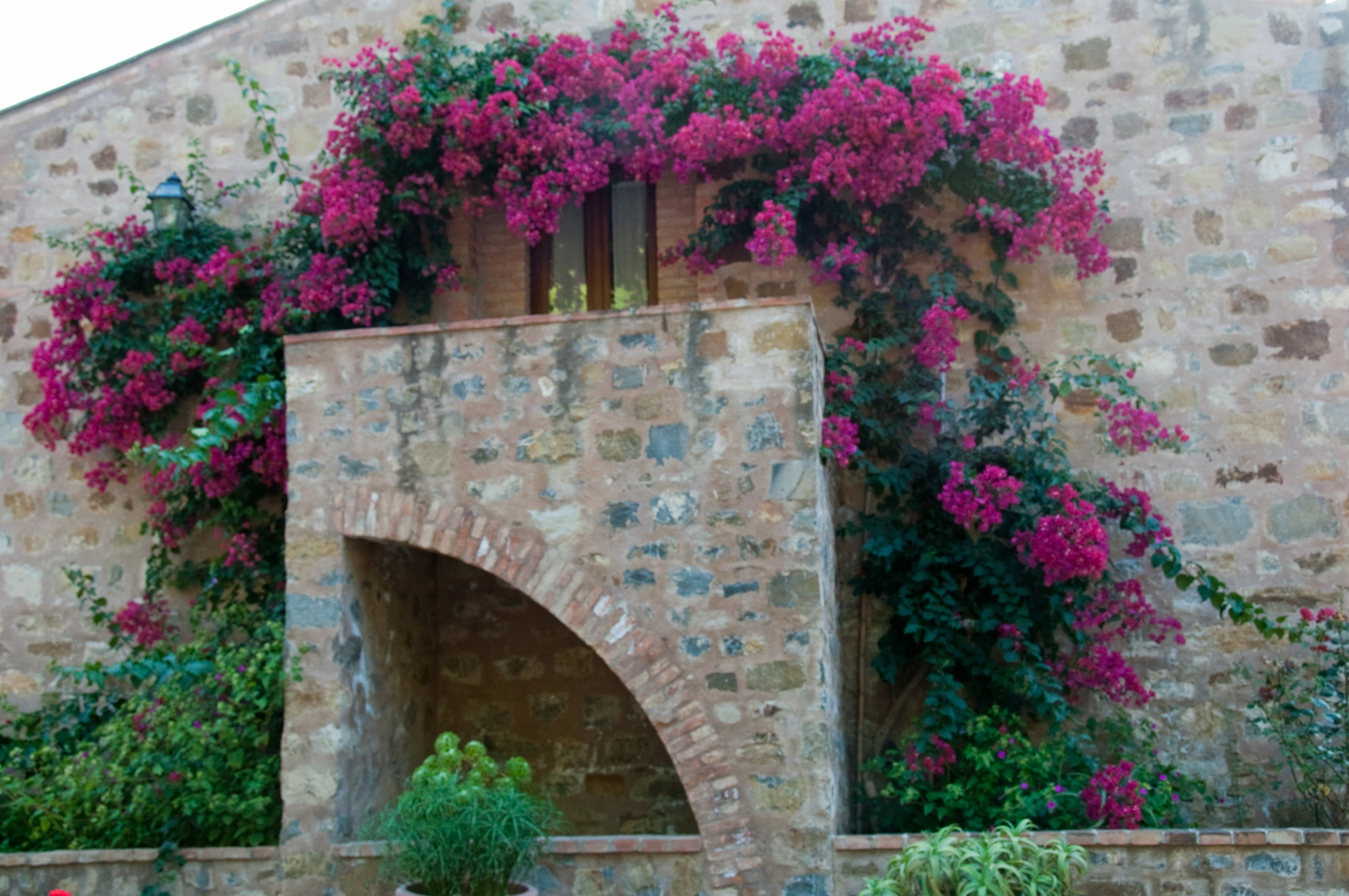
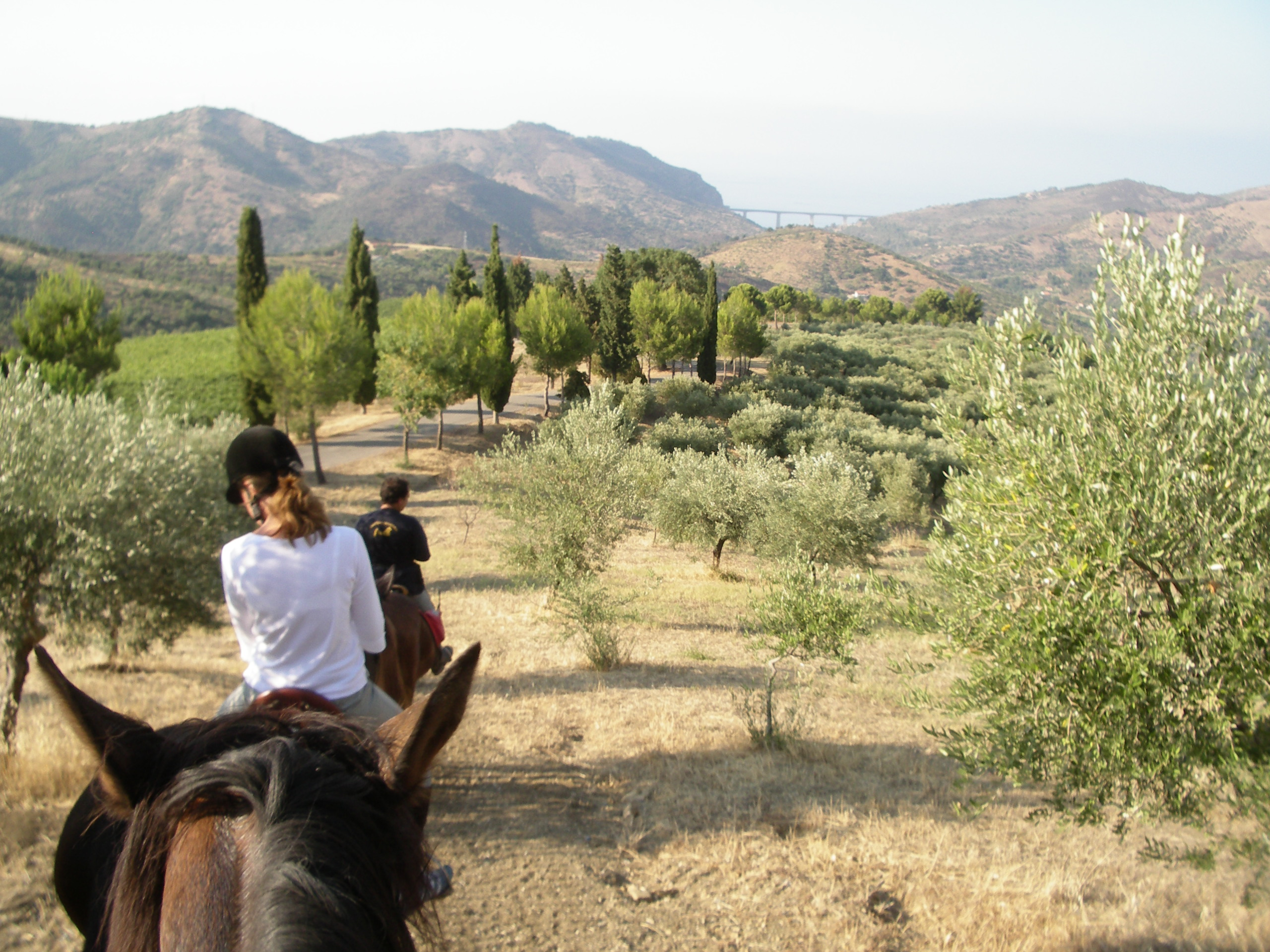

## Maria Santissima Assunta templom

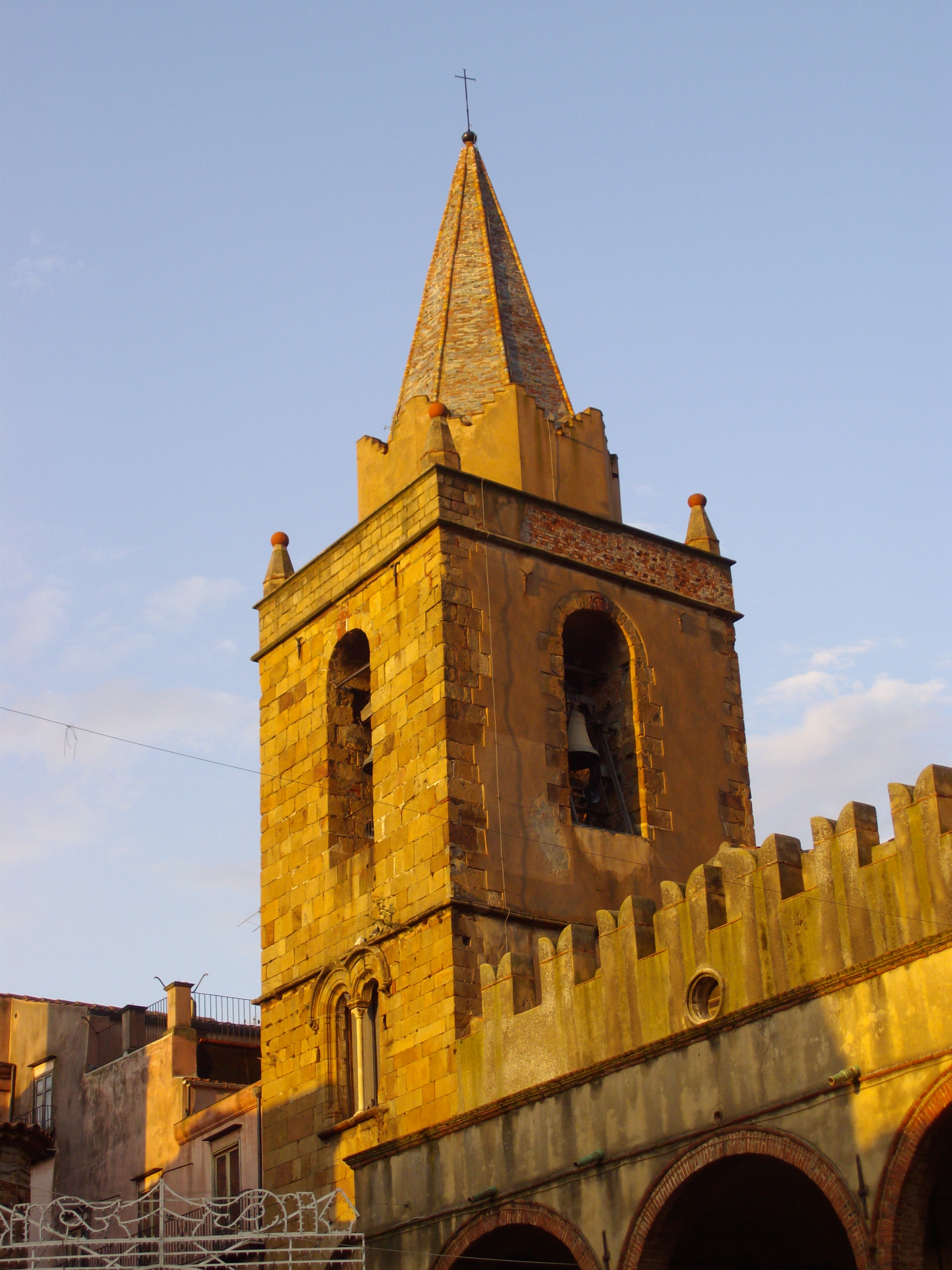
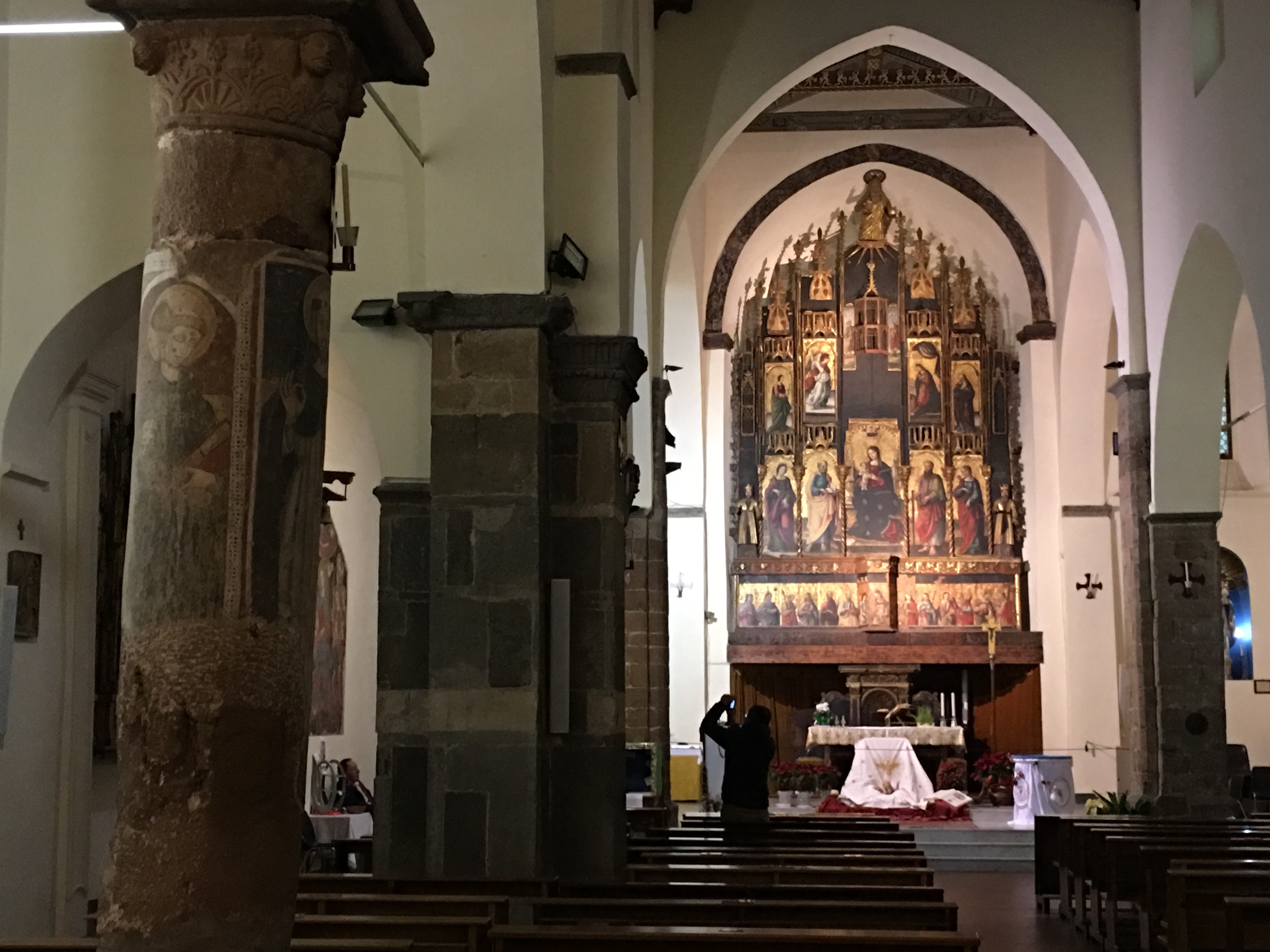

## Népesség
A település lakossága az elmúlt években az alábbi módon változott:
| Lakosok száma | 8843 | 8688 | 8100 |
|               | 2017 | 2018 | 2023 |